# Proserpinaca
Proserpinaca là một chi thực vật có hoa trong họ Haloragaceae.